# Тимирязевський (Челябінська область)
Тимирязевський (рос. Тимирязевский) — селище у Чебаркульському районі Челябінської області Російської Федерації.
Входить до складу муніципального утворення Тимирязевське сільське поселення. Населення становить 3559 осіб (2010).

## Історія
Від 1935 року належить до Чебаркульського району Челябінської області.
Згідно із законом від 16 листопада 2004 року органом місцевого самоврядування є Тимирязевське сільське поселення.

## Населення
| 1989 | 2002  | 2010  |
| ---- | ----- | ----- |
| 3503 | ↘3176 | ↗3559 |